# Similipecten similis
Similipecten similis är en musselart som först beskrevs av Laskey 1811.  Similipecten similis ingår i släktet Hyalopecten, och familjen kammusslor. Enligt den svenska rödlistan är arten otillräckligt studerad i Sverige. Arten förekommer i Götaland. Artens livsmiljö är havet.